# Jan Appel
Jan Appel (Mecklemburg-Pomerània Occidental, Alemanya, 1890 - Maastricht, Països Baixos, 4 de maig de 1985) fou un comunista alemany.

## Biografia
Treballador de les drassanes, es va unir al SPD el 1908. Durant la guerra, va estar vinculat als radicals d'esquerra i al moviment espartaquista. Després de la guerra va ser membre del KPD (Partit Comunista d'Alemanya), del qual en va ser un dels líders a Hamburg. Es va convertir en president dels homes de confiança revolucionaris. Va assistir al Congrés del KPD a Heidelberg, l'octubre de 1919 com a delegat d'Hamburg. Va participar en els combats revolucionaris de la Conca del Ruhr i es va convertir en un membre del KAPD (Partit Comunista Obrer d'Alemanya) des de la seva fundació.
El juliol-agost de 1920, va ser enviat amb Franz Jung, com a delegació del KAPD, a Rússia per assistir al comitè executiu de la III Internacional i exposar els plantejaments del KAPD. Sols va poder arribar a Moscou segrestant un vaixell pesquer.
Va ser responsable del setmanari de l'AAU (Unió Obrera) a la conca del Ruhr. El 1921 va considerar prematura la fundació de la Internacional Comunista Obrera (KAI), o IV Internacional.
Durant els anys 1923-1925, va ser empresonat pel segrest del vaixell. Des de 1926, es va traslladar a Holanda, on va participar en el Grup Comunista Internacionalista (GCI). Va ser el principal redactor dels Principis de base de la producció i distribució comunista, una reflexió sobre les mesures econòmiques del període de transició entre el capitalisme i el comunisme (publicat el 1930). Després de 1933, va passar a la clandestinitat fins a 1945. Denuncià la guerra imperialista i prengué una posició classista d'acord amb l'internacionalisme clàssic: no donar suport a cap estat imperialista (inclosa l'URSS).
Després de la guerra es va unir a la Spartakusbond de Canne Meijer i Cajo Brendel. El 1975, va participar en el primer congrés del Corrent Comunista Internacional.

## Obres
- J. Appel, La necessitat de la revolució. (setembre de 1920) a (Dis) Continuité, N º 10 (2001).
- Principis de base de la producció i distribució comunista http://www.left-dis.nl/f/gictabma.htm comunista. (amb una introducció de Paul Mattick).
- Autobiografia http://www.collectif-smolny.org/article.php3?id_article=676 Arxivat 2008-11-15 a Wayback Machine.